# Thị Chợ Bờ
Diospyros choboensis là một loài thực vật có hoa trong họ Thị. Loài này được Lecomte miêu tả khoa học đầu tiên năm 1928.